# Pagode Xiangshan

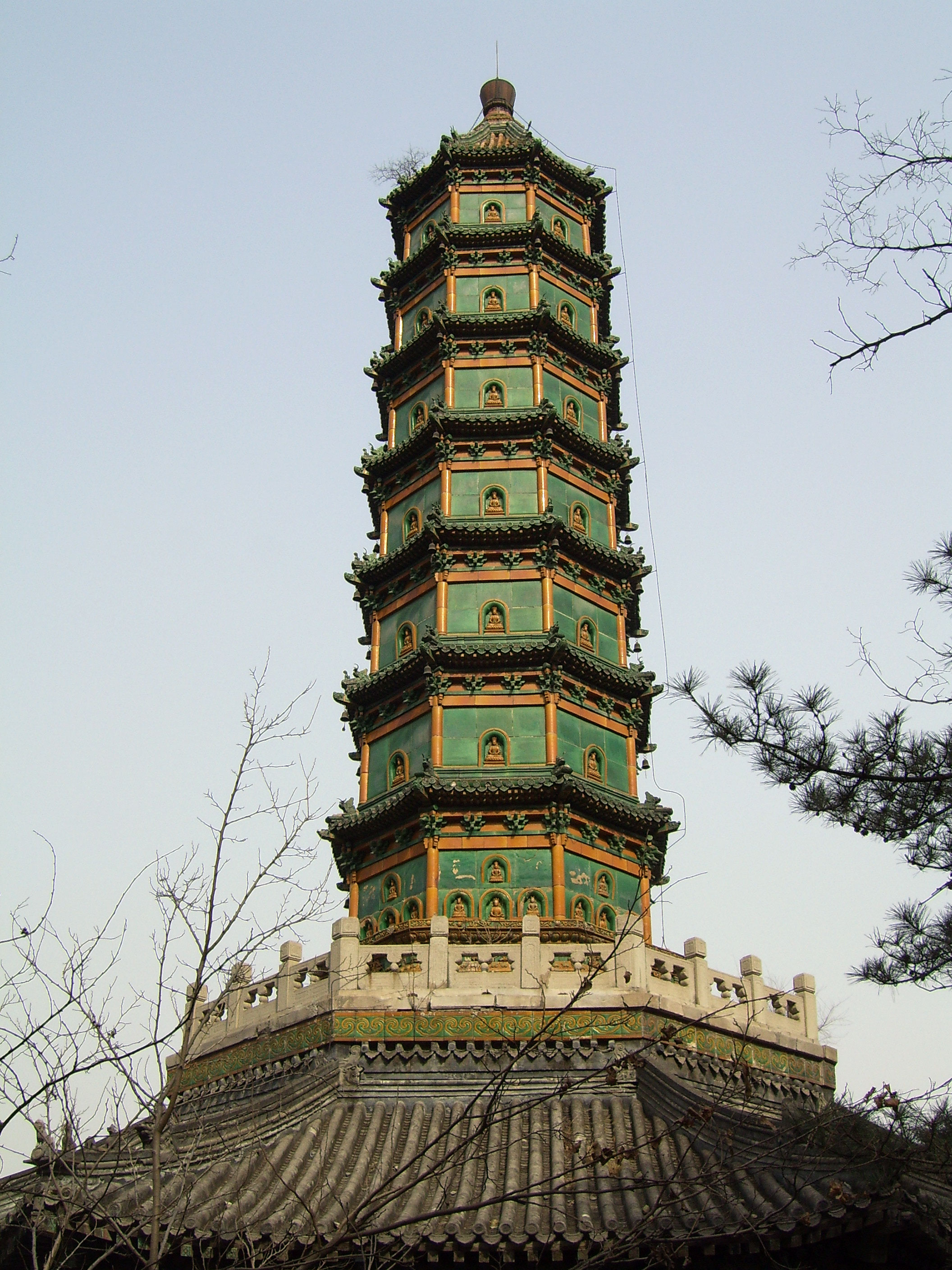
Pagode Xiangshan

O Pagode Xiangshan (chinês: 香山琉璃塔, pinyin: Xiāngshān Liúlí Tǎ) do Parque Xiangshan em Pequim, China foi construído em 1780 durante o reinado do Imperador Quianlong (1735-1796), como parte do Grande Mosteiro Zongjing.  Apesar do incêndio praticado pela Aliança das Oito Nações, ao qual o mosteiro esteve exposto em 1900, o pagode saiu ileso da conflagração que tida nas próximidades. O pagode apresenta uma forma octogonal e eleva-se a 40 metros de altura, com sete andares, e possui um terraço octognal de pedra na base que suporta a estrutura. A torre está adornada com azulejos de tonalidades amarelas, verdes, roxas e azuis. A redor do pagode, na base encontra-se um pavilhão chinês com colunas de apoio. Esta estrutura foi adornada com mármore branco e um terraço.